# Вулиця Івана Піддубного (Київ)
Ву́лиця Іва́на Підду́бного — вулиця у Солом'янському районі міста Києва, місцевість Новокараваєві дачі. Пролягає від Відрадного проспекту до Новопольової вулиці.
Прилучаються вулиці Бориславська, Миронівська, Патріотів, Карпатська, Паустовського, Кар'єрна та Постова.

## Історія
Вулиця виникла в 40-ві роки XX століття під назвою 171-ша Нова, з 1944 року — Більшовицька. Сучасна назва — з 1999 року, на честь Івана Піддубного, видатного українського спортсмена-борця.